# Salsera

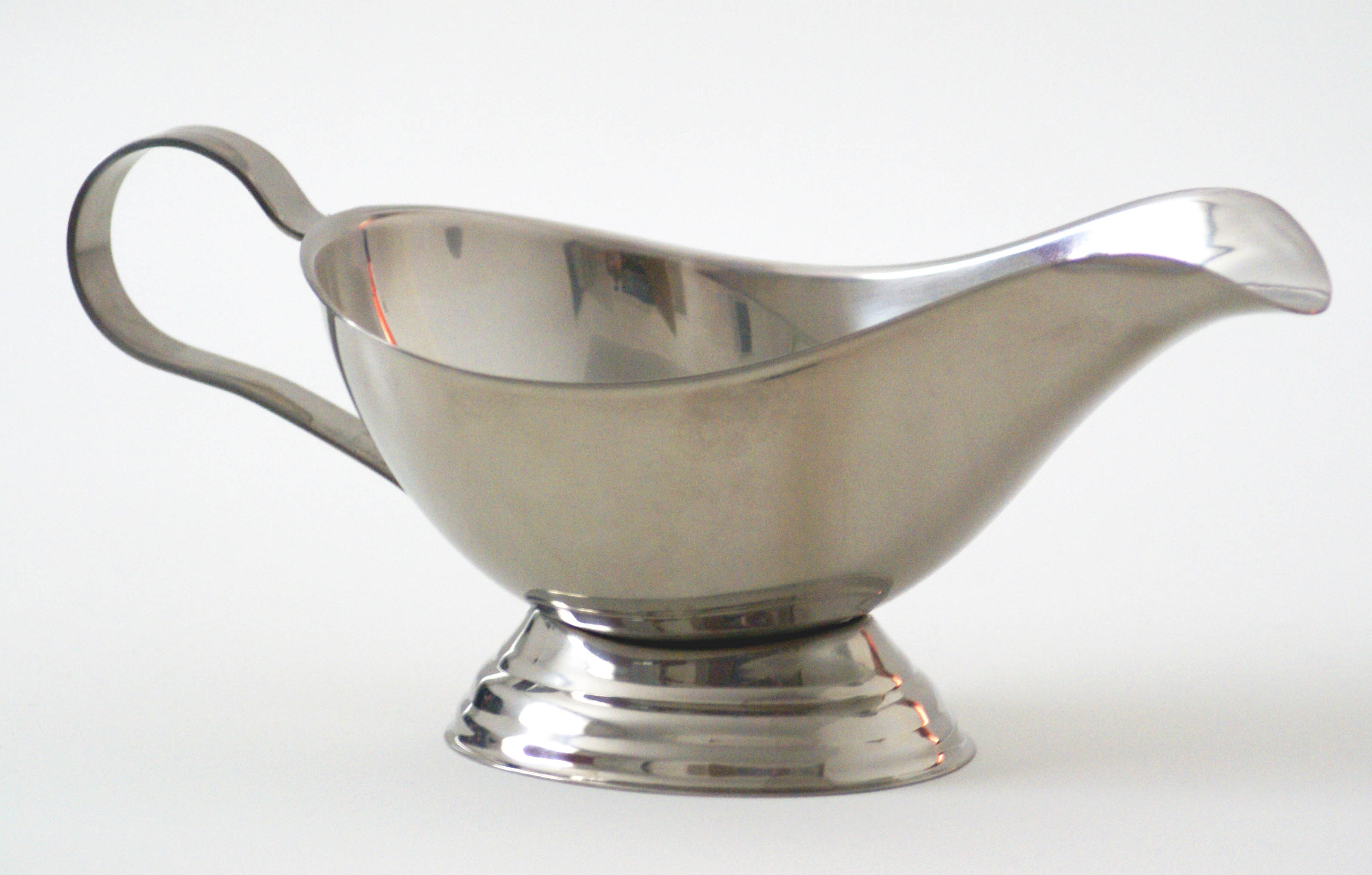
Salsera d'ansa i bec

Una salsera és un recipient destinat a contenir i servir a taula salses. Acostuma a tenir una nansa a un costat i un bec a l'altre dissenyats de forma que es pugui servir la salsa sense necessitat de cullera. Si no hi ha ansa llavors se la presenta amb cullera normalment a joc amb el material i decoració de la salsera. Ocasionalment pot anar amb plat, també a joc, que en alguns casos forma una sola peça amb al recipient.